# 25 محرم
- السبت
- الأحد
- الاثنين
- الثلاثاء
- الأربعاء
- الخميس
- الجمعة

- 306 يوليو 2024
- 17 يوليو 2024
- 28 يوليو 2024
- 39 يوليو 2024
- 410 يوليو 2024
- 511 يوليو 2024
- 612 يوليو 2024
- 713 يوليو 2024
- 814 يوليو 2024
- 915 يوليو 2024
- 1016 يوليو 2024
- 1117 يوليو 2024
- 1218 يوليو 2024
- 1319 يوليو 2024
- 1420 يوليو 2024
- 1521 يوليو 2024
- 1622 يوليو 2024
- 1723 يوليو 2024
- 1824 يوليو 2024
- 1925 يوليو 2024
- 2026 يوليو 2024
- 2127 يوليو 2024
- 2228 يوليو 2024
- 2329 يوليو 2024
- 2430 يوليو 2024
- 2531 يوليو 2024
- 261 أغسطس 2024
- 272 أغسطس 2024
- 283 أغسطس 2024
- 294 أغسطس 2024
- 15 أغسطس 2024
- 26 أغسطس 2024
- 37 أغسطس 2024
- 48 أغسطس 2024
- 59 أغسطس 2024

25 مُحرَّم أو 25 مُحرَّم الحرام أو يوم 25 \ 1 (اليوم الخامس والعشرين من الشهر الأوَّل) هو اليوم الخامس والعشرين من أيَّام السنة وفق التقويم الهجري القمري (العربي). يبقى بعده 329 أو 330 يومًا لانتهاء السنة.

## أحداث
- 95 هـ - استشهاد الإمام علي بن الحسين السجاد مسموماً بالمدينة المنورة ودفن في مقبرة البقيع.
- 198 هـ - مقتل الخليفة العباسي محمد الأمين بن هارون الرشيد.
- 1215 هـ - الفرنسيون يعدمون سليمان الحلبي لقيامه باغتيال قائدهم الجنرال كليبر.
- 1275 هـ - بريطانيا تسقط محمد بهادر شاه آخر حكام بني تيمور في الهند عن عرشه، ونفوه خارج البلاد. لتسقط بذلك سلطنة مغول الهند بعد أن دامت قرابة ثلاثة قرون.
- 1320 هـ - السلطان العثماني عبد الحميد الثاني يرفض اقتراحًا من مؤسس الحركة الصهيونية ثيودور هرتزل بإنشاء جامعة يهودية في القدس.
- 1358 هـ - زواج شقيقة ملك مصر فاروق الأول الأميرة فوزية من ولي عهد إيران محمد رضا بهلوي.
- 1367 هـ - اللجنة السياسية لجامعة الدول العربية تعقد اجتماعًا حضره رؤساء حكومات الدول العربية وذلك لإحباط قرار تقسيم فلسطين والحيلولة دون قيام دولة إسرائيل.
- 1419 هـ - سوهارتو يتنحى من رئاسة إندونيسيا بعد 32 عامًا في الحكم.
- 1428 هـ - الحكم على طه ياسين رمضان بالإعدام وذلك بعد اتهامه بالقتل العمد.
- 1439 هـ -
  - فوز سورونباي جينبيكوف في الانتخابات الرئاسية القيرغيزية ليصبح بذلك أول رئيس في تاريخ البلاد تنتقل إليه السلطة بصورة سلمية.
  - الجيش العراقي والشرطة الاتحادية العراقية يدخلان مركز مدينة كركوك ويفرضان السيطرة على كامل محافظة كركوك ويعلنان أيضًا السيطرة على المنشآت النفطية، خلال عملية لفرض سيطرة الحكومة على الأراضي المتنازع عليها.
- 1440 هـ - الناشطة العراقية الإيزيدية نادية مراد تفوز بجائزة نوبل للسلام بالمشاركة مع الطبيب الكونغولي دينيس موكويغي لنشاطهما ضد الاغتصاب والعنف والاستعباد الجنسي كسلاح في الحروب والنزاعات المسلحة.
- 1441 هـ - زلزالٌ يضرب منطقة آزاد كشمير بِقُوَّة 5.6 درجات، ويتسبب بِمصرع 38 شخصًا وإصابة 723 آخرين.
- 1446 هـ - اغتيال إسماعيل هنية رئيس المكتب السياسي لحركة المقاومة الإسلامية (حماس)، إثر غارة إسرائيلية استهدفت مقر إقامته في طهران، التي زارها لحضور مراسم تنصيب الرئيس مسعود بزشكيان.

## مواليد
- 1357 هـ - منى جبر، ممثلة مصرية.
- 1388 هـ -
  - عائشة بنت الحسين، شقيقة ملك الأردن عبد الله الثاني بن الحسين.
  - زين بنت الحسين، شقيقة ملك الأردن عبد الله الثاني بن الحسين.
- 1391 هـ - فهد الحيان، ممثل سعودي.
- 1392 هـ - رانيا محمود ياسين، ممثلة مصرية.
- 1394 هـ - المهتدي بالله البلقيه، ولي العهد في بروناي.

## وفيات
- 95 هـ - علي بن الحسين السجاد، عالم مسلم والإمام الرابع لدى الشيعة.
- 198 هـ - محمد الأمين بن هارون الرشيد، الخليفة العباسي .
- 732 هـ - أبو الفداء، ملك حماة.
- 1215 هـ - سليمان الحلبي، طالب حلبي أزهري وقاتل الجنرال كليبر.
- 1360 هـ - عمران السليم، فقيه سعودي.
- 1375 هـ - محمد البزم، لغوي وشاعر سوري.
- 1397 هـ - عبد الهادي العصامي، كاتب وصحفي وشاعر عراقي.
- 1398 هـ - دولت أبيض، ممثلة مصرية.
- 1399 هـ -
  - مصطفى إسماعيل، شيخ مصري مقرئ.
  - صقر الرشود، مخرج مسرحي كويتي.
- 1400هـ - حبيب الله منطقي، شاعر إيراني.
- 1407 هـ - عمار سميسم، فقيه جعفري وقاضي شرعي عراقي.
- 1430 هـ - أحمد الصباحي، سياسي مصري ورئيس حزب الأمة.
- 1434 هـ - فيصل بن سعود بن عبد العزيز آل سعود، أمير سعودي.
- 1443 هـ - محمد سعيد الحكيم، مرجع شيعي عراقي.
- 1446 هـ - إسماعيل هنية، رئيس المكتب السياسي لحركة المقاومة الإسلامية (حماس)، ورئيس الوزراء الفلسطيني الأسبق.

## وصلات خارجية
- موقع قصة الإسلام: حدث في شهر محرم.